# 黑尔格·弗洛
黑尔格·弗洛（挪威語：Helge Flo，1966年12月17日—），挪威男子越野滑雪运动员。他曾代表挪威参加1998年、2002年、2006年和2010年冬季残疾人奥林匹克运动会越野滑雪比赛，获得一枚金牌、一枚银牌和二枚铜牌。